# Гейл, Роджер
Сэр Роджер Джеймс Гейл (англ. Roger James Gale; род. 20 августа 1943, Пул, Дорсет, Англия) — британский политик от Консервативной партии, являющийся с 1983 года членом парламента от округа Херн-Бей и Сануидж, ранее Северного Танета. С 1964 по 1983 год работал в журналистике и вещании, когда и присоединился к консерваторам. Старейший член палаты общин. Был видным критиком Бориса Джонсона во время его лидерства в Консервативной партии.

## Ранняя жизнь
Роджер Гейл родился 20 августа 1943 года в Пуле, Англия. Получил образование в подготовительной школе Саутборна и школе Томаса Хардие в Дорчестере. В 1963 году завершил своё образование в Гилдхоллской школе музыки и театра.

## Личная жизнь
Гейл был женат три раза: впервые на Венди Боуман в 1964 году (брак расторгнут в 1967 году), во второй раз на Сьюзан Линде Сампсон в 1971 году (брак расторгнут в 1980 году), с которой у него есть дочь; в третий раз на Сьюзан Габриэль Маркс, с которой у него два сына.